# Горюнов, Владимир Дмитриевич
Влади́мир Дми́триевич Горюно́в (род. 4 сентября 1949, Алексеевка, Воронежская область) — советский и российский спортивный и общественный деятель.

## Биография
Родился 4 сентября 1949 года в селе Алексеевка (ныне — Грибановский район, Воронежская область).
Работал трактористом, водителем-экспедитором, инженером-механиком. Прошёл срочную службу на Северном флоте. Окончил Волгоградский государственный институт физической культуры.
Был администратором и начальником команды «Ротор». В 1990—2009 годах — президент СК «Ротор». На время его руководства пришлись как успехи 1990-х (две серебряных и одна бронзовая медаль в чемпионате России), так и неудачи 2000-х годов, когда клуб не раз находился на грани исчезновения.
В 1995—1999 годах был депутатом Государственной думы РФ II созыва от фракции «Наш дом — Россия». В 2003—2007 годах — депутат Государственной думы РФ IV созыва Российской Федерации от фракции «Единая Россия». Был заместителем председателя Комитета ГД по физической культуре, спорту и делам молодёжи.
В сентябре 2003 года баллотировался на выборах мэра Волгограда, занял второе место среди девяти кандидатов, уступив Евгению Ищенко.
Удостоен почётных званий «Заслуженный тренер России» и «Заслуженный работник физической культуры Российской Федерации». 